# Cecidomyia danae
Cecidomyia danae är en tvåvingeart som först beskrevs av Alexander Henry Haliday 1856.  Cecidomyia danae ingår i släktet Cecidomyia och familjen gallmyggor. Inga underarter finns listade i Catalogue of Life.